# Église Notre-Dame-de-l'Assomption d'Aigrefeuille-sur-Maine
Pour les articles homonymes, voir Notre-Dame-de-l'Assomption#Églises.
L'église Notre-Dame-de-l'Assomption est une église paroissiale catholique située à Aigrefeuille-sur-Maine dans le département de la Loire-Atlantique en France. Elle date de la toute fin du XIXe siècle.

## Description
L'église Notre-Dame-de-l'Assomption s'élève près du centre d'Aigrefeuille-sur-Maine, une commune rurale du sud-est de la Loire-Atlantique. Il s'agit d'un édifice de style néogothique flamboyant, à plan centré.
Les verrières de l'église comptent 27 vitraux et 2 rosaces.
L'église renferme l'unique monument aux morts de la commune, dans la chapelle nord du chœur,. Édifié en 1922, il inclut notamment une statue de Jeanne d'Arc de 155 cm de hauteur et de 66 cm de largeur.
L'église compte un objet classé au titre des monuments historiques : un ostensoir en argent datant de 1807.

## Historique
L'église est construite entre 1897 et 1900, sous la direction de l'architecte François Bougoüin.
L'élaboration du monument au mort est commandée dès 1919 au cabinet de François Bougoüin ; la statuaire est confiée au sculpteur nantais Joseph Vallet. Ce dernier meurt cependant en avril 1920 et le monument est achevé par le marbrier Rivière ; il est inauguré en 1922.
Les vitraux sont commandés en janvier 1923 à la maison G. P. Dagrant et frères, maîtres verriers de Bordeaux ; ils sont posés en trois fois entre juillet 1923 et mars 1924,. Eugène Le Fer de La Motte, évêque de Nantes, les bénit le 8 juin 1924. L'ensemble est restauré en 2001 par l'entreprise Vitrail SARL de Remouillé.
L'église fait l'objet d'une inscription au titre des monuments historiques depuis le 5 octobre 2007,.